# ۱۹۴۹

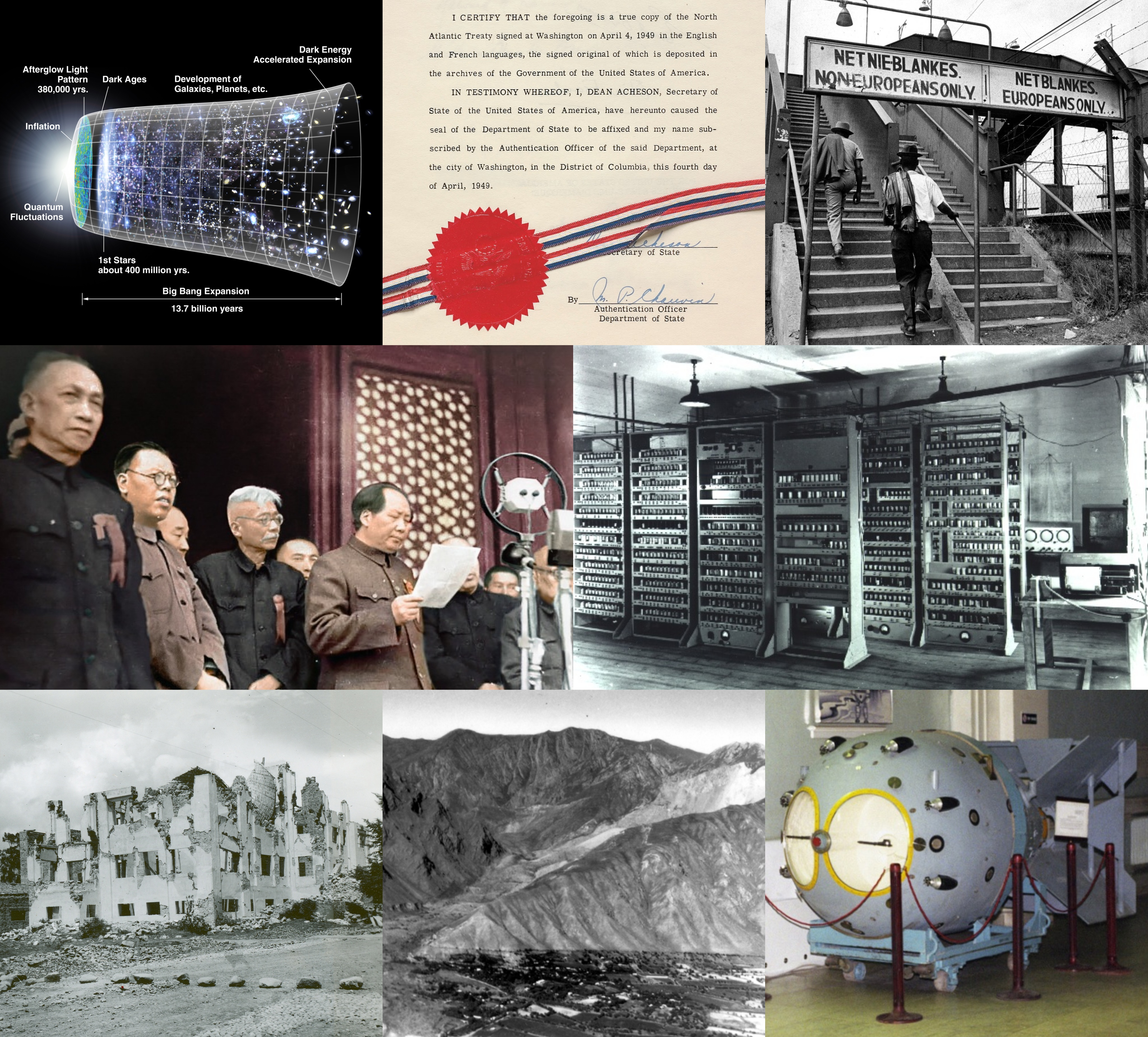

## رویدادها
- ۴ آوریل: تأسیس پیمان ناتو
- 1 اکتبر : تشکیل جمهوری خلق چین .
- ۴ فوریه - تهران - سوقصد به جان محمد رضا شاه پهلوی توسط ناصر فخرآرایی در دانشگاه تهران.
- ۴ فوریه - تهران - حزب توده غیر قانونی اعلام می‌شود.

## زادروزها
- ۷ سپتامبر - گلوریا گینور، خواننده آمریکایی.
- ۲۳ سپتامبر - بروس اسپرینگستین، نوازندهٔ گیتار و آهنگساز موسیقی راک و موسیقی قومی آمریکایی.
- ۲۱ دسامبر - توماس سانکارا، رئیس جمهور بورکینافاسو (ولتای علیا).
- ۱۴ ژانویه – لارنس کاسدان، تهیه‌کننده، فیلمنامه‌نویس، بازیگر، و کارگردان آمریکایی
- ۱۶ ژانویه – کارولین مونرو، بازیگر و خواننده بریتانیایی
- ۱۷ ژانویه – اندی کافمن، بازیگر آمریکایی (د. ۱۹۸۴)
- ۲۰ ژانویه – یوران پرشون، سیاست‌مدار سوئدی
- ۲۲ ژانویه – استیو پری (نوازنده)، خواننده آمریکایی
- ۲۴ ژانویه – جان بلوشی، فیلمنامه‌نویس و بازیگر آمریکایی (د. ۱۹۸۲)
- ۲۸ ژانویه – گرگ پاپاویچ، مربی بسکتبال و ورزشکار آمریکایی
- ۶ فوریه – جیم شریدان، تهیه‌کننده، فیلمنامه‌نویس، بازیگر، و کارگردان ایرلندی
- ۸ فوریه – بروک آدامز (هنرپیشه)، بازیگر آمریکایی
- ۹ فوریه – جودیت لایت، بازیگر آمریکایی
- ۲ آوریل – پاملا رید، بازیگر آمریکایی
- ۶ آوریل – هورست لودویگ اشتورمر، فیزیک‌دان آلمانی
- ۱۱ آوریل – برند آیشینگر، فیلمنامه‌نویس، تهیه‌کننده، و کارگردان آلمانی (د. ۲۰۱۱)
- ۲۳ آوریل – جویس ویت، بازیگر آمریکایی
- ۲۸ آوریل – برونو کیربی، بازیگر آمریکایی (د. ۲۰۰۶)
- ۳ مه – لئوپولدو لوکه، بازیکن فوتبال آرژانتینی
- ۹ مه – بیلی جوئل، خواننده-ترانه‌سرا، موسیقی‌دان، آهنگساز، و پیانیست آمریکایی
- ۲۰ مه – دیو توماس (هنرپیشه)، بازیگر و کارگردان کانادایی
- ۲۳ مه – آلن گارسیا، سیاست‌مدار اهل پرو
- ۲۹ مه – فرانسیس راسی، گیتاریست، موسیقی‌دان، و خواننده انگلیسی
- ۳۱ مه – تام برنگر، بازیگر آمریکایی
- ۱۵ ژوئن – جیم وارنی، بازیگر و نویسنده آمریکایی (د. ۲۰۰۰)
- ۱۹ ژوئن –ابی خواننده ایرانی
- ۲۰ ژوئن – لایونل ریچی، خواننده-ترانه‌سرا، موسیقی‌دان، بازیگر، خواننده، و پیانیست آمریکایی
- ۷ ژوئیه – شلی دووال، بازیگر آمریکایی
- ۲۲ ژوئیه – آلن منکن، آهنگساز و پیانیست آمریکایی
- ۲۴ ژوئیه – مایکل ریچاردز، بازیگر آمریکایی
- ۷ اوت – ولید جنبلاط، سیاست‌مدار لبنانی
- ۱۶ اوت – باربارا گودسون، بازیگر آمریکایی
- ۲۱ اوت – آلبرتو خوزه رودریگز سا، وکیل و سیاستمدار اهل آرژانتین
- ۲۴ اوت – چارلز راکت، بازیگر آمریکایی (د. ۲۰۰۵)
- ۱۵ سپتامبر – جو بارتون، سیاست‌مدار آمریکایی
- ۱۶ سپتامبر – اد بیگلی .جی آر، بازیگر آمریکایی
- ۲۶ سپتامبر – جین اسمایلی، نویسنده آمریکایی
- ۴ اکتبر – آرماند آسانته، بازیگر آمریکایی
- ۶ اکتبر – بابی فارل، خواننده هلندی (د. ۲۰۱۰)
- ۱۷ اکتبر – بیل هادسون (خواننده)، آهنگساز و خواننده آمریکایی
- ۲۱ اکتبر – بنیامین نتانیاهو، سیاست‌مدار و دیپلمات اسرائیلی
- ۲۲ اکتبر – آرسن ونگر، بازیکن فوتبال فرانسوی
- ۲۸ اکتبر – بروس جنر، بازیگر، تهیه‌کننده، و ورزشکار آمریکایی
- ۸ نوامبر – بانی ریت، خواننده-ترانه‌سرا، گیتاریست، خواننده، و آهنگساز آمریکایی
- ۱۷ نوامبر – جان بینر، سیاست‌مدار آمریکایی
- ۱۲ دسامبر – بیل نای (بازیگر)، صداپیشه و بازیگر بریتانیایی
- ۱۵ دسامبر – دان جانسون، خواننده و بازیگر آمریکایی
- ۲۰ دسامبر – کلودیا جنینگز، بازیگر آمریکایی (د. ۱۹۷۹)
- ۲۴ دسامبر – رندی نوگبائور، سیاست‌مدار آمریکایی

## درگذشت‌ها
- ۱۲ فوریه – حسن‌البنا، الهی‌دان و سیاست‌مدار مصری (ز. ۱۹۰۶)
- ۱۷ فوریه – الری هاردینگ کلارک، ورزشکار آمریکایی (ز. ۱۸۷۴)
- ۸ آوریل – ویلهلم آدام، سرباز آلمانی (ز. ۱۸۷۷)
- ۱۵ آوریل – والاس بیری، بازیگر آمریکایی (ز. ۱۸۸۵)
- ۱۸ آوریل – ویل هی، بازیگر، کمدین، و فیلمنامه‌نویس بریتانیایی (ز. ۱۸۸۸)
- ۲۲ آوریل – چارلز میدلتون (هنرپیشه)، بازیگر آمریکایی (ز. ۱۸۷۴)
- ۶ مه – موریس مترلینک، نویسنده و شاعر بلژیکی (ز. ۱۸۶۲)
- ۱۶ اوت – مارگارت میچل، ژورنالیست و نویسنده آمریکایی (ز. ۱۹۰۰)
- ۱۸ سپتامبر – فرانک مورگان، بازیگر آمریکایی (ز. ۱۸۹۰)
- ۲۰ سپتامبر – ریچارد دیکس، تهیه‌کننده و بازیگر آمریکایی (ز. ۱۸۹۳)
- ۲۲ سپتامبر – سم وود، فیلمنامه‌نویس، بازیگر، و کارگردان آمریکایی (ز. ۱۸۸۳)
- ۲۴ سپتامبر – ادی اوون، ورزشکار دو و میدانی اهل بریتانیا (ز. ۱۸۸۶)
- ۱ اکتبر – بادی کلارک، ژورنالیست، خواننده، و موسیقی‌دان آمریکایی (ز. ۱۹۱۱)
- ۱۵ اکتبر – المر کلیفتون، بازیگر و کارگردان آمریکایی (ز. ۱۸۹۰)
- ۵ نوامبر – عبدالحسین هژیر، سیاست‌مدار ایرانی (ز. ۱۸۹۹)
- ۱۵ نوامبر – ناتورام گودسه، ژورنالیست و سیاست‌مدار هندی (ز. ۱۹۱۰)
- ۳ دسامبر – ماریا اوسپنسکایا، بازیگر آمریکایی (ز. ۱۸۷۶)
- ۲۵ دسامبر – لیون شلسینگر، تهیه‌کننده آمریکایی (ز. ۱۸۸۴)

## جوایز نوبل
- جایزه صلح نوبل -
- جایزه نوبل فیزیک -
- جایزه نوبل شیمی -
- جایزه نوبل اقتصاد -
- جایزه نوبل ادبیات -
- جایزه نوبل فیزیولوژی و پزشکی -